# JR東日本メカトロニクス
JR東日本メカトロニクス株式会社（ジェイアールひがしにほんメカトロニクス、JREM）は、東京都渋谷区に本社を置く、システムインテグレータおよび駅務機器製造メーカーで、メンテナンスやホームドア等の機器開発メーカーである。
東日本旅客鉄道（JR東日本）の完全子会社。

## 概要
それまで首都圏のJR東日本および旧日本国有鉄道の機械区に属した出改札機の設置工事・保守部門を分社化する形で1992年（平成4年）に設立された。その後の取扱エリア拡大に伴い東北地方・信越地方にも支店等の拠点を開設し、さらに他社IC乗車券をサポートするため、札幌、福岡等、地方主要都市にも展開している。またホームドア部門においては開発業務を始めとし、施工、メンテナンス業務を一貫して行っている。
初代社長は松田昌士であり、当時JR東日本の取締役副社長と兼任した。また、1992年7月の営業開始に合わせ、JR東日本のグループ会社であるJR東日本スポーツ社長の芳賀恒雄が同年6月から1998年（平成10年）まで、秋田・（初代）横浜支社長などを歴任した植田哲也が1998年（平成10年）から2006年（平成18年）まで、千葉・仙台支社長を歴任した鈴木俊一が2013年（平成25年）まで社長を務めた。現在の社長は、元JR東日本IT・Suica事業本部副本部長兼企画部長で、Suicaの開発に関わった椎橋章夫である。
- なお、JREMと同じくJR東日本グループのシステムインテグレータであるJR東日本情報システム (JEIS) は、広範囲にソフトウェアの開発や運用を全面的に担うが、JREMは出改札機器とSuica関係に特化して、主にハード面を担う企業である。

以前は、現在と同じ読みの「ジェイアール東日本メカトロニクス株式会社」という商号であったが、2012年（平成24年）4月1日にJR東日本のグループ内での事業の再編成により東日本トランスポーテック株式会社、東北交通機械株式会社、新潟交通機械株式会社の3社の機械設備（ホームドア、昇降機、消融雪装置等）部門に係わる事業がJREMに移管され、この再編に合わせ商号をJR東日本メカトロニクス株式会社に変更した。

## 沿革
- 1967年（昭和42年）4月 - 東北交通機械が営業開始。
- 1968年（昭和43年）4月 - 日本交通機械・新潟交通機械が営業開始。
- 1992年（平成4年）
  - 4月 - ジェイアール東日本メカトロニクス株式会社が発足。
  - 7月 - 6営業所（東京・横浜・八王子・上野・大宮・千葉）体制で営業開始。
- 1994年（平成6年）10月 - オンコールセンターを開設。
- 1995年（平成7年）
  - 4月 - 高崎営業所、水戸営業所を開設。
  - 7月 - 大宮事業所を開設。
- 1996年（平成8年）9月 - 株式会社ポム（現・ジェイアール東日本メカトロサービス）に出資、子会社化。
- 1999年（平成11年）4月 - JR東日本全社に維持管理エリア拡大。12支店開設（東京・横浜・八王子・大宮・高崎・水戸・千葉・仙台・盛岡・秋田・新潟・長野）。
- 2000年（平成12年）
  - 9月 - 日本交通機械が東日本トランスポーテック株式会社に社名変更。
  - 12月 - ICカード発行センター開設。
- 2001年（平成13年）11月 - JR東日本が東京近郊区間424駅において「Suica」本運用開始。
- 2003年（平成15年）
  - 6月 - 英国ITセキュリティ（EAL4）評価認証取得。
  - 7月 - ISO9001（品質マネジメントシステム）認証取得。
  - 11月 - JR西日本「ICOCA」使用開始。
- 2004年（平成16年）
  - 3月 - Suica電子マネーサービス開始。
  - 5月 - 世界情報サービス産業機構（WISTAIT）賞受賞。
  - 10月 - 普通列車グリーン車Suicaシステム導入。
- 2005年（平成17年）
  - 1月 - Suica電子マネーコールセンター開設。
  - 7月 - ISMS（情報セキュリティマネジメントシステム）/BS7799認証取得。
  - 9月 - 独国ITセキュリティ（EAL4）評価認証取得。
- 2006年（平成18年）
  - 1月 - モバイルSuicaサービス開始。
  - 4月 - 札幌支店、大阪支店及び福岡支店開設。
  - 9月 - 東日本トランスポーテックが東京研修センターを開設。
  - 10月 - 広島営業所開設
- 2007年（平成19年）3月 - 首都圏ICカード相互利用サービス開始。JR東日本より業務委託され、Suicaシステム管制室を開設。タクシー用Suica決済端末リリース。
- 2008年（平成20年）
  - 1月 - 広島エリア「PASPY」使用開始。
  - 3月 - モバイルSuica特急券システム運用開始、ISO14001（環境マネジメントシステム）認証取得。
  - 4月 - 名古屋支店開設、駅務機器監視センター（通称メカトロ駅）開設。
  - 5月 - 西鉄「nimoca」使用開始。
  - 10月 - JR北海道「Kitaca」使用開始。
  - 11月 - 東北交通機械が北上消融雪装置研修センターを開設。新潟交通機械が新潟機械設備管制センターを開設。
- 2009年（平成21年）
  - 3月 - JR九州「SUGOCA」使用開始、福岡市交通局「はやかけん」使用開始。
  - 10月 - 個人認証カード発行管理システム稼働、Suica付社員証発行開始。
  - 11月 - プライバシーマークを取得。
- 2010年（平成22年）
  - 2月 - 新潟交通機械が學志塾（安全学習館・研修センター）を開設。
  - 6月 - 東日本トランスポーテックが恵比寿駅ホームドア第1号使用開始。
- 2011年（平成23年）
  - 2月 - 名古屋エリア「manaca」使用開始。
  - 6月 - ISO9001・14001認証の統合運用開始（GMS）。
- 2012年（平成24年）
  - 4月 - 東日本トランスポーテック、東北交通機械及び新潟交通機械の交通機械グループ3社の機械設備部門を吸収分割により事業再編し、JR東日本メカトロニクス株式会社に商号変更。
  - 7月 - クラウド型マルチ決済システム使用開始、J-Mupsとしてリリース。
- 2013年（平成25年）3月 - 交通系ICカードによる全国相互利用開始（Kitaca/PASMO/Suica/manaca/TOICA/PiTaPa/ICOCA/はやかけん/nimoca/SUGOCA）。

## 主な事業

### 出改札機器・Suica関連
設立当初は出改札機器の保守・運用管理を行っていたが、1995年から大宮総合車両センター内の大宮事業所で、日本信号やオムロンなどの機器メーカーからのOEM供給などによって出改札機器の自社開発・生産が開始された。
JREMブランドの在来線改札機（EG20）は、制御部は東芝製EG-5000ベースのカスタマイズ版、外装は日本信号製、搬送部はオムロン製のPG-Rと同等のものを搭載する。また、現行の券売機（EV20、EV22、EV4、EM10）、精算機（EX10）はオムロン製の制御・紙幣・カード部に日本信号製の発券部、高見沢製の硬貨部を搭載。先代の券売機（EV2）は日本信号製の制御部にオムロン製の紙幣・カード部、神鋼電機（現・シンフォニア テクノロジー）製の発券部、高見沢製の硬貨部を搭載したものである。
EVG21はEV20をベースにホームに合わせた筐体になっている。また、チャージ機は高見沢OEMである。

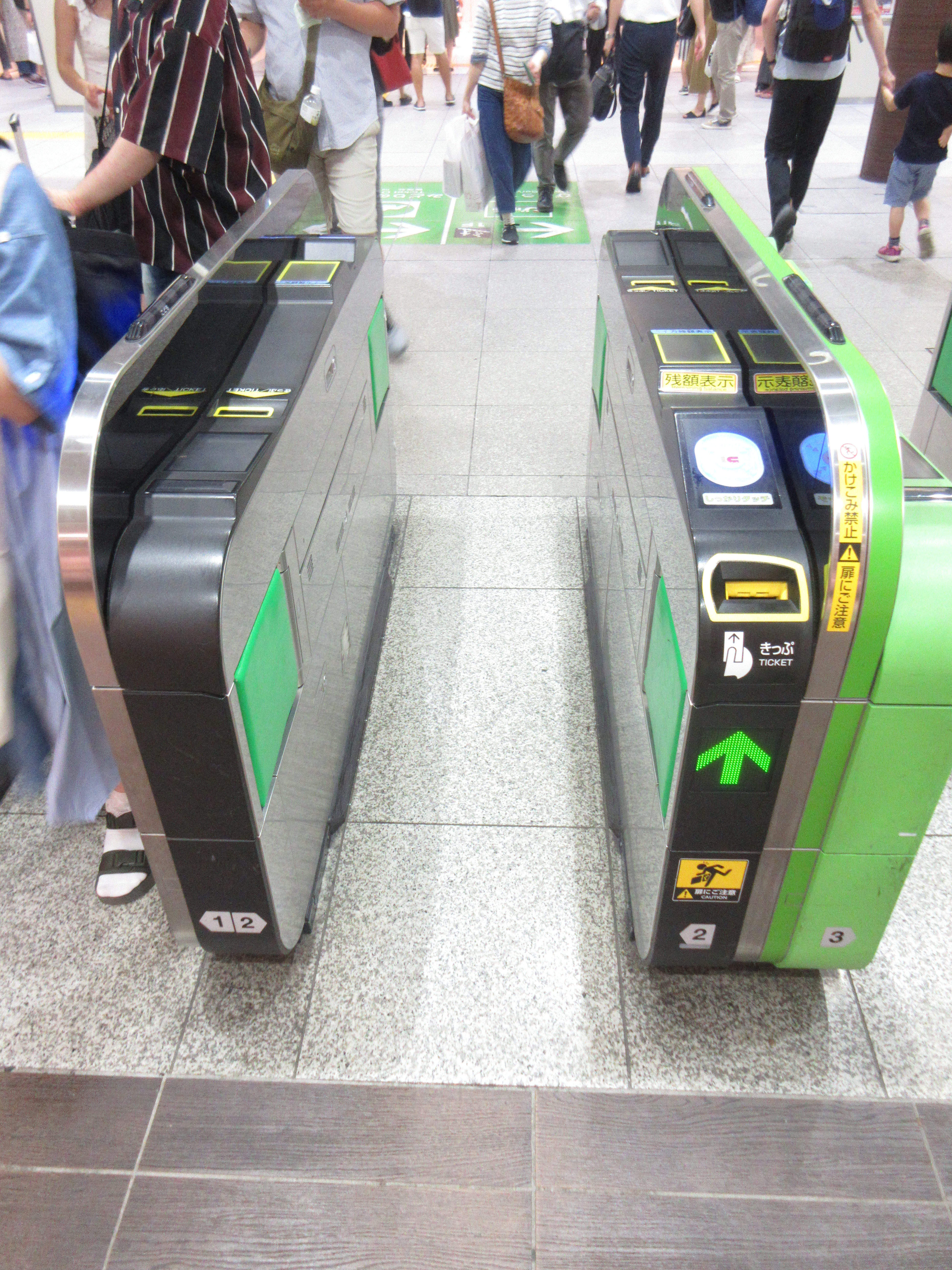
EG20
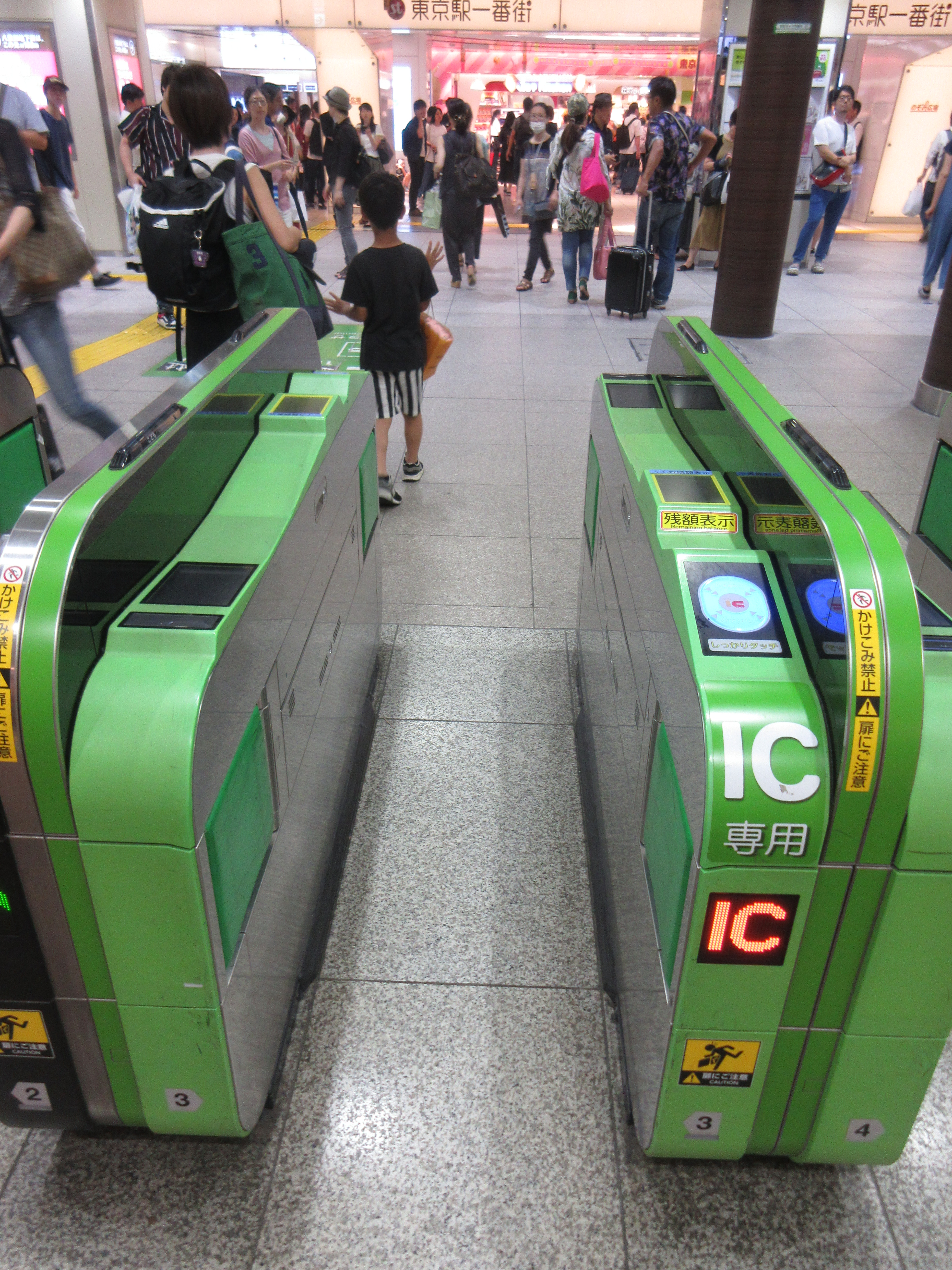
EG20（ICカード専用機）
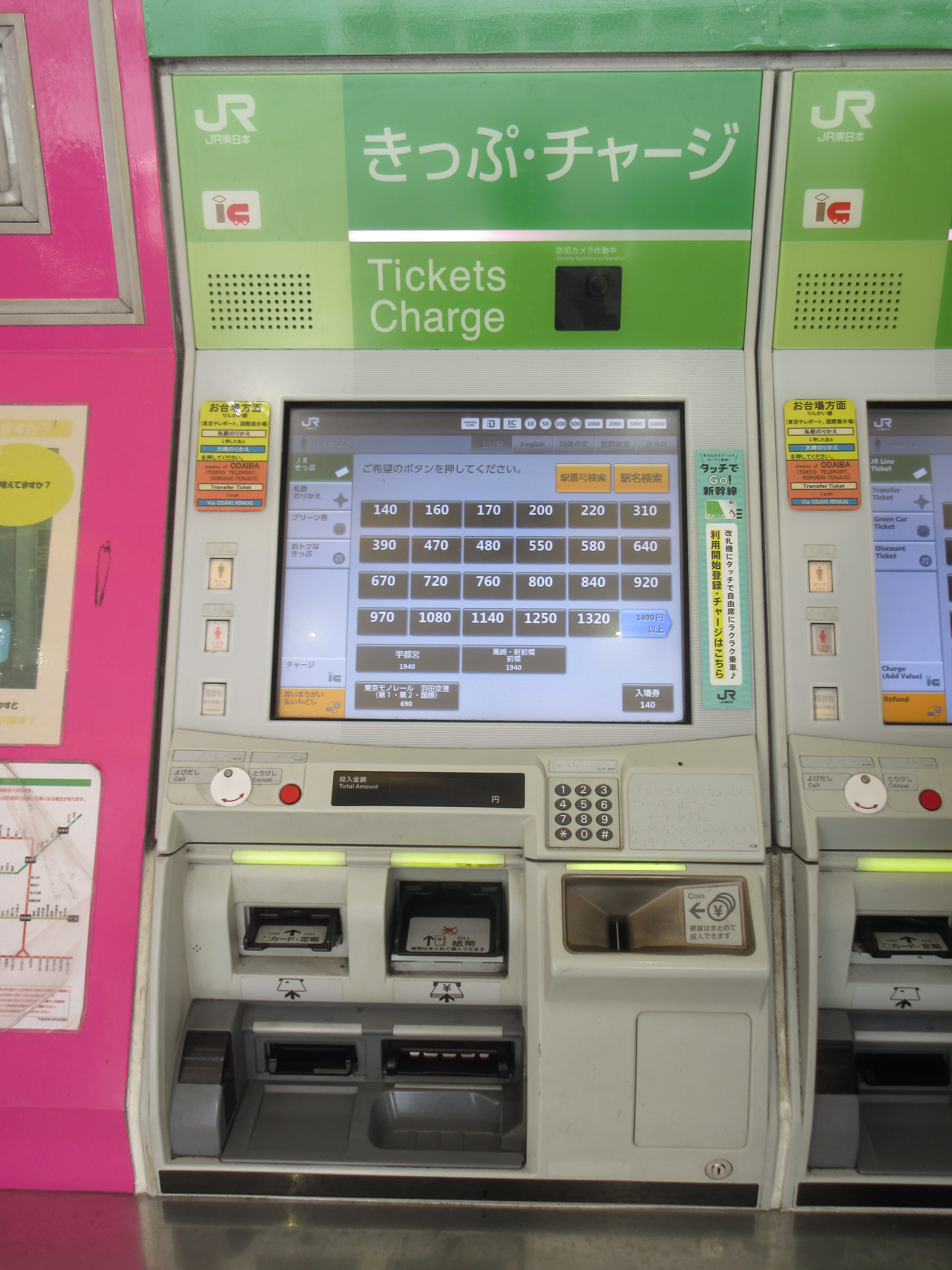
EV20
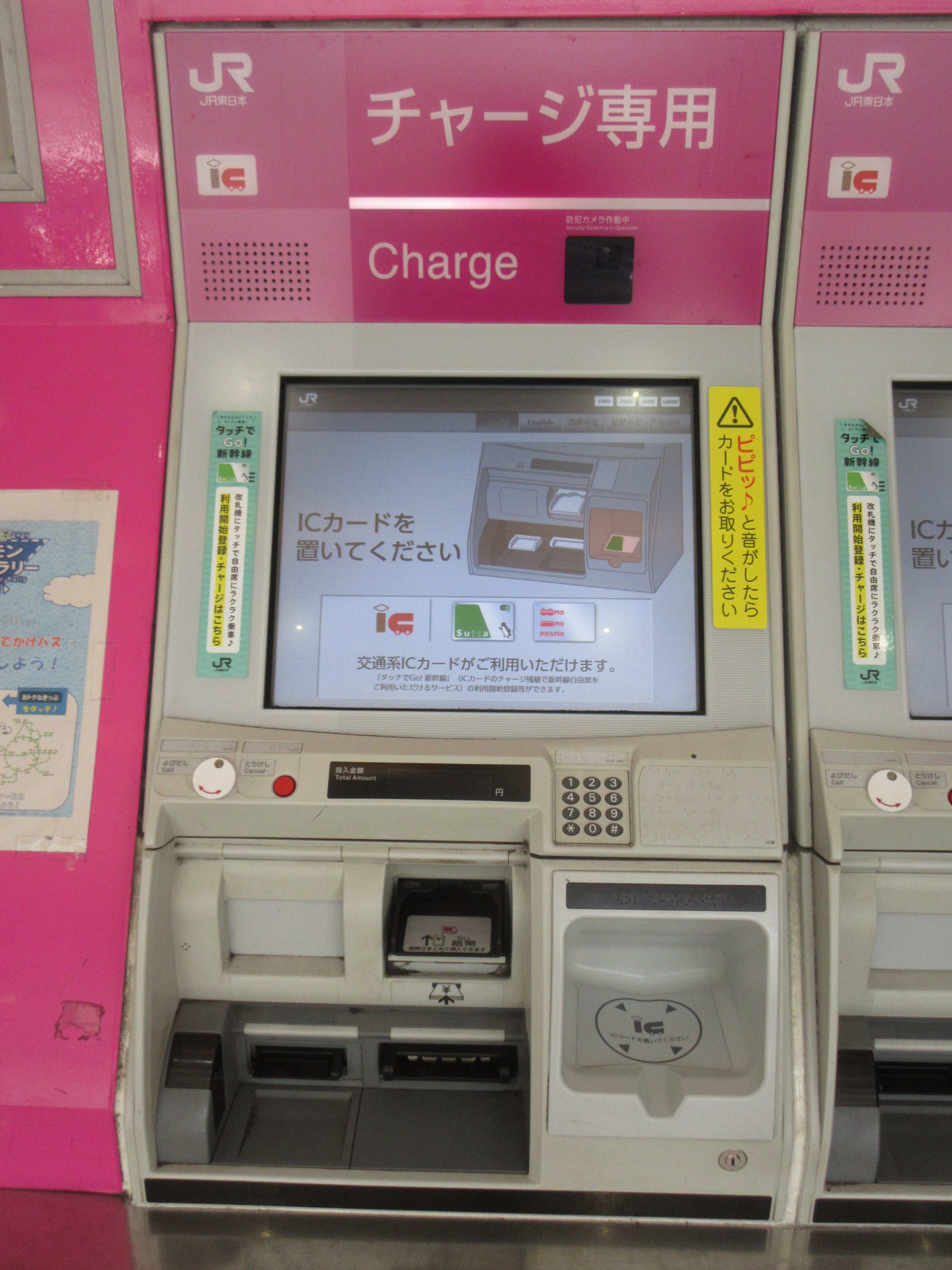
EV22
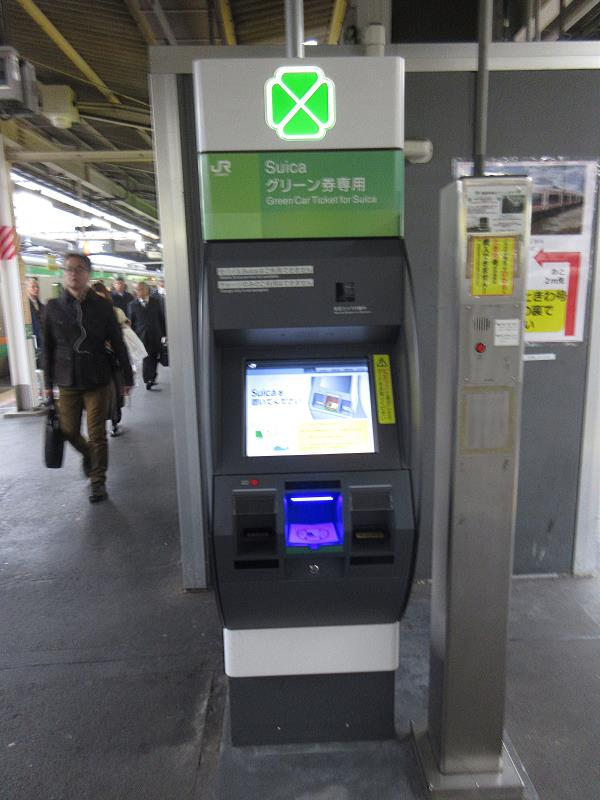
EVG21
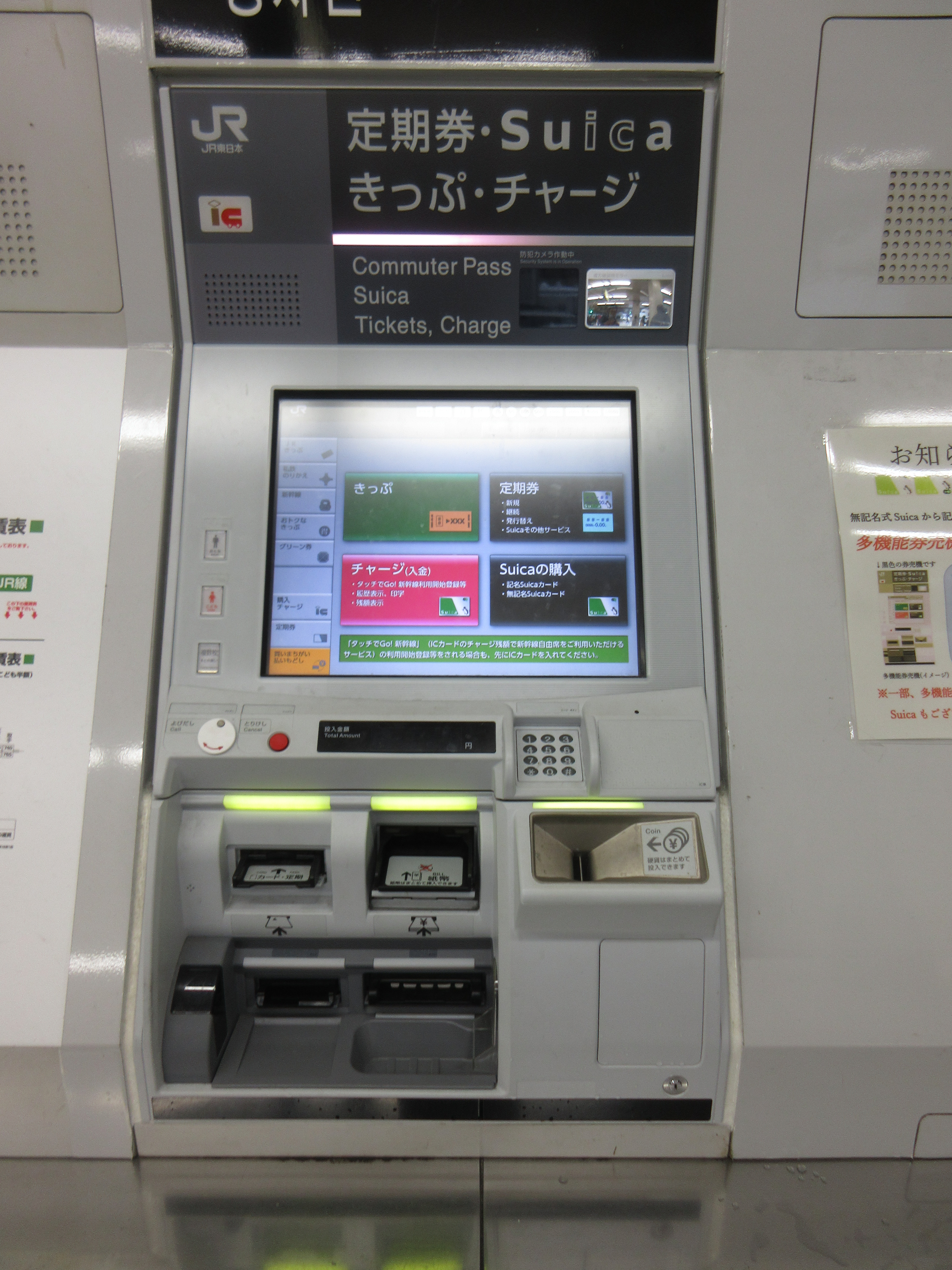
EM20
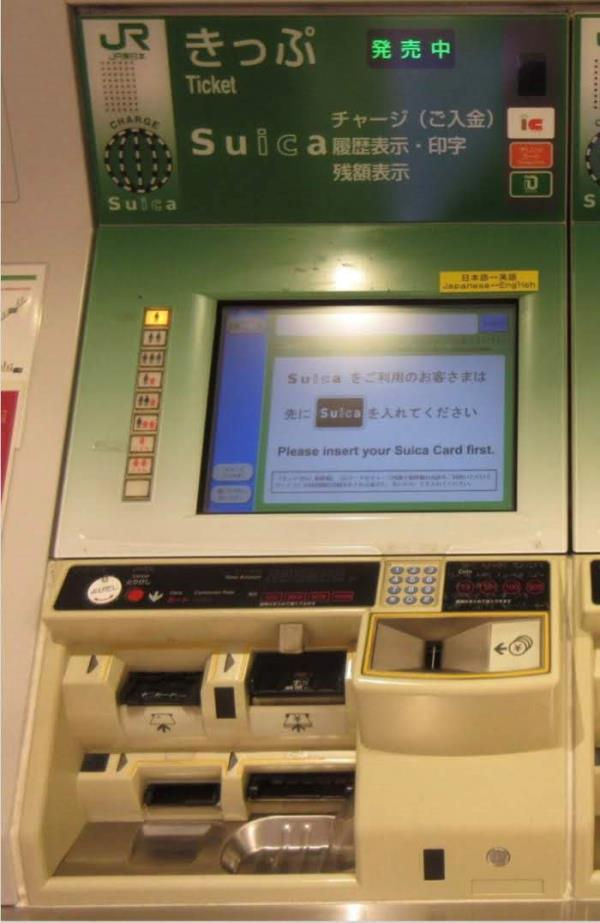
EV4
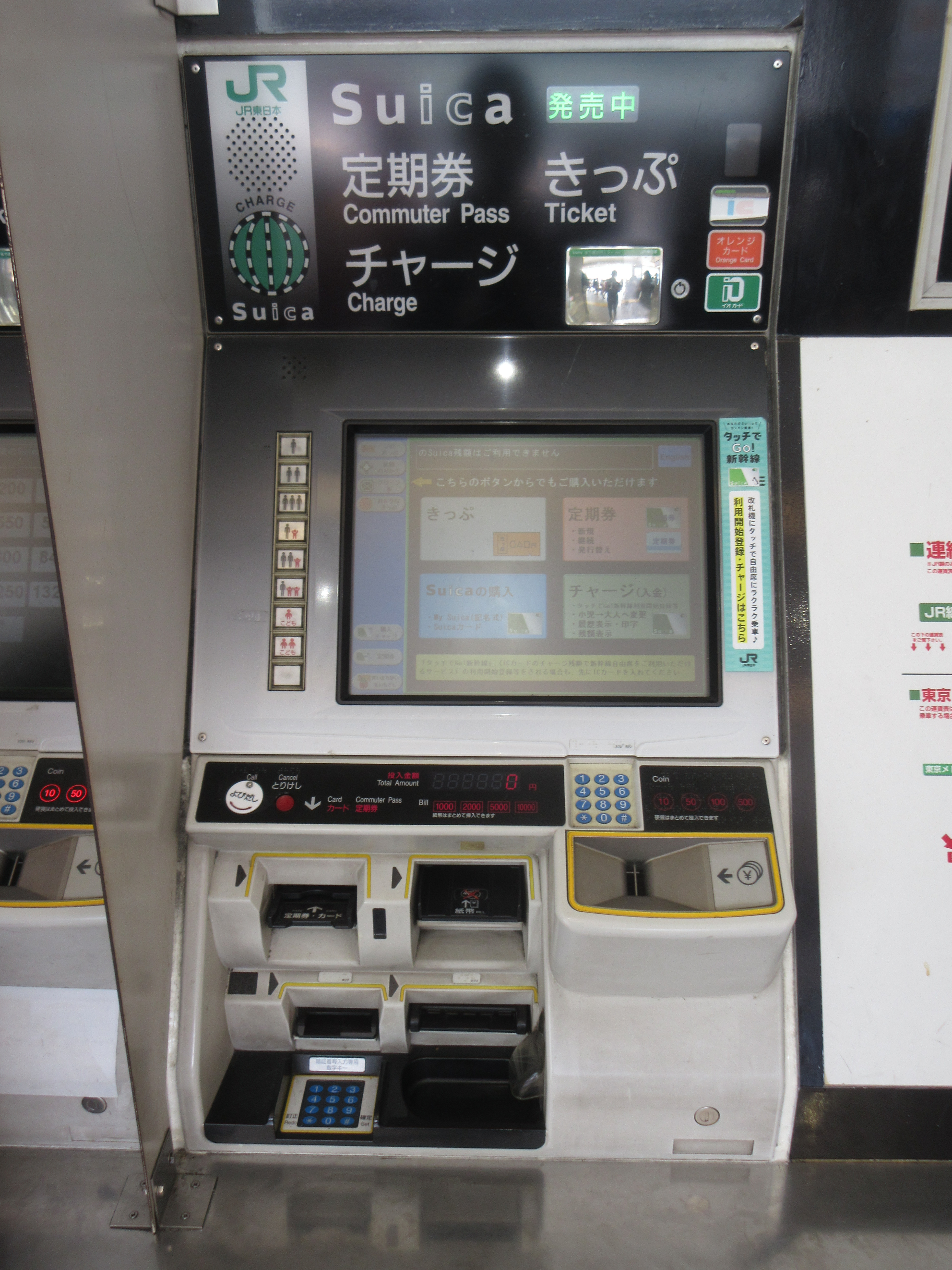
EM10
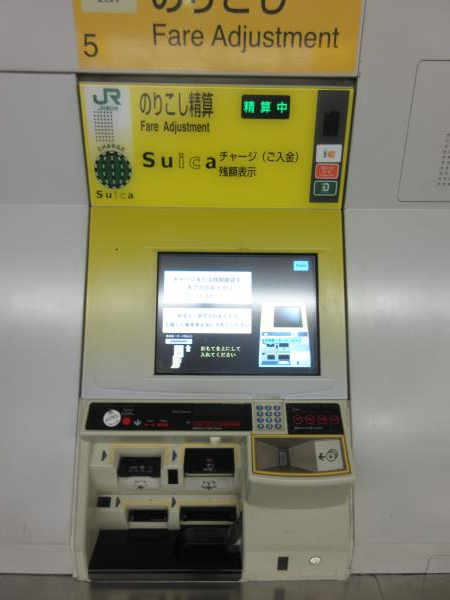
EX10
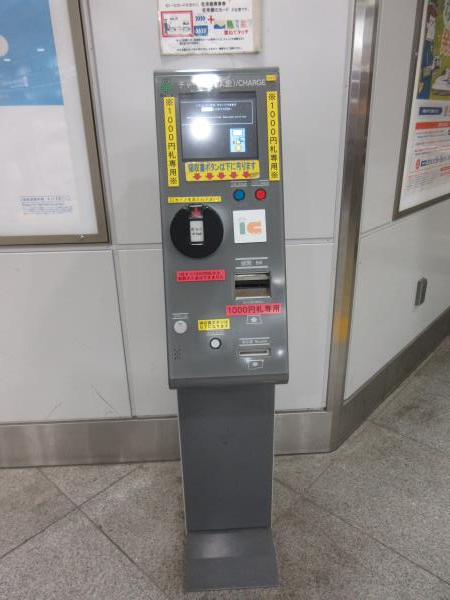
チャージ機
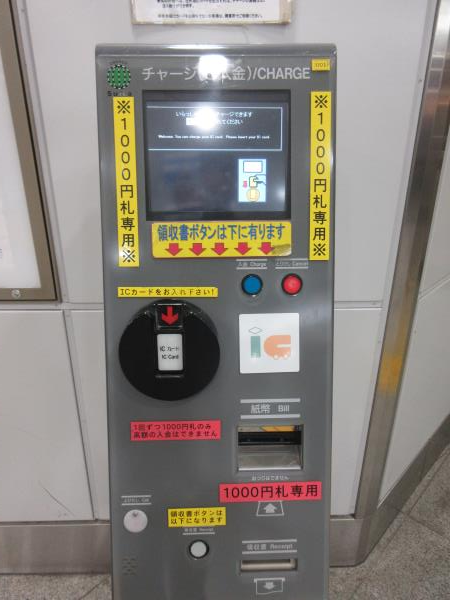
チャージ機の操作部
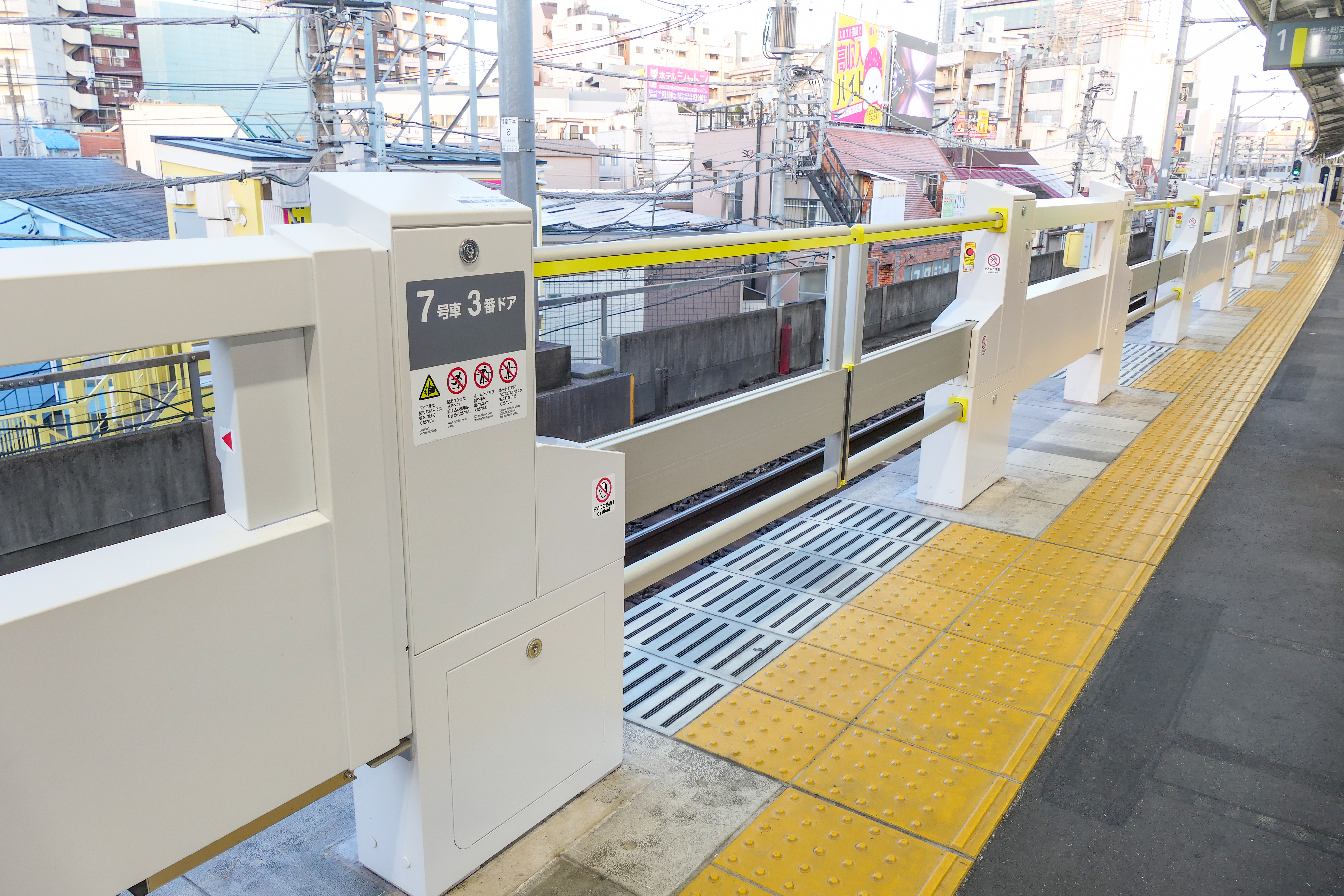
スマートホームドア
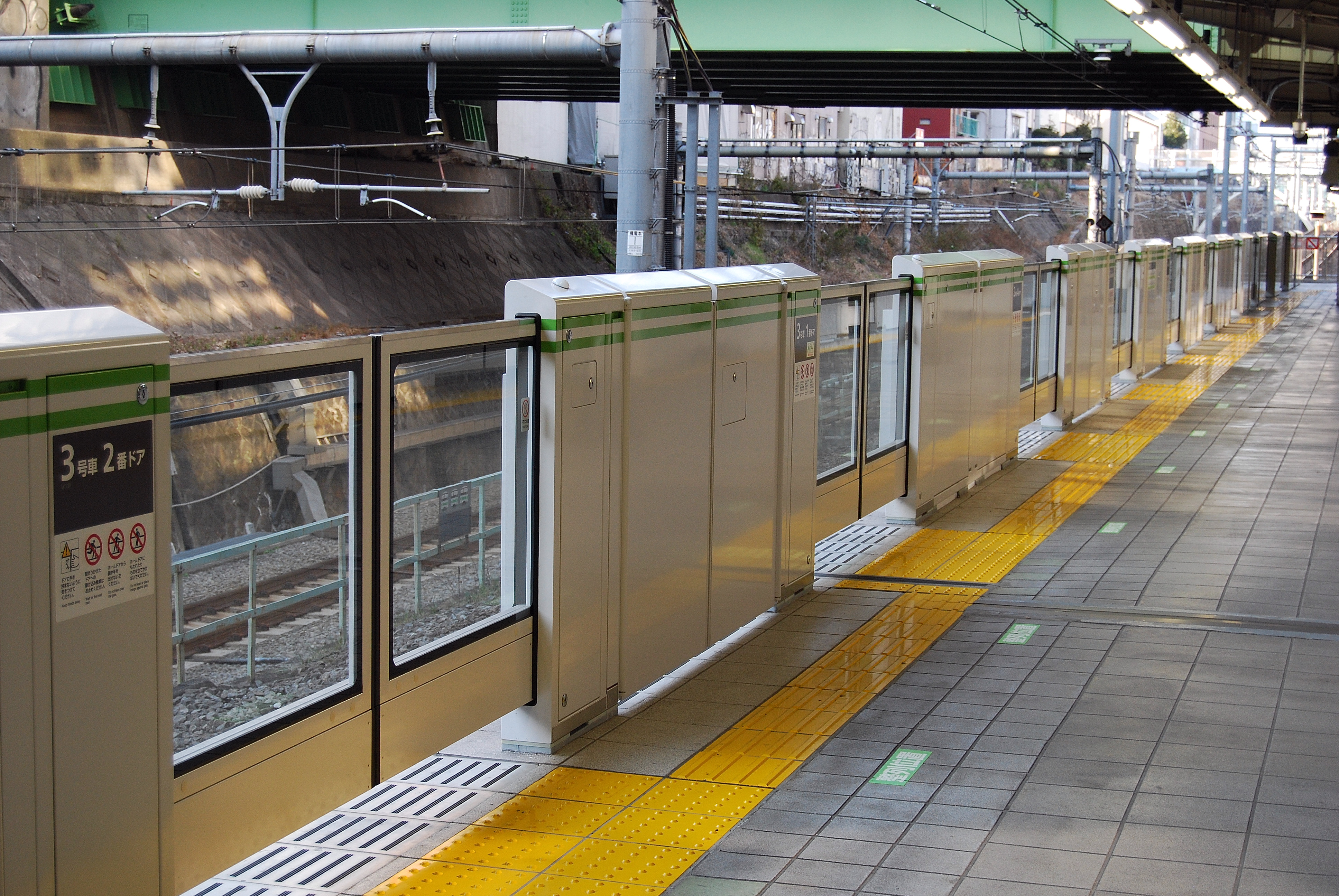
山手線タイプ
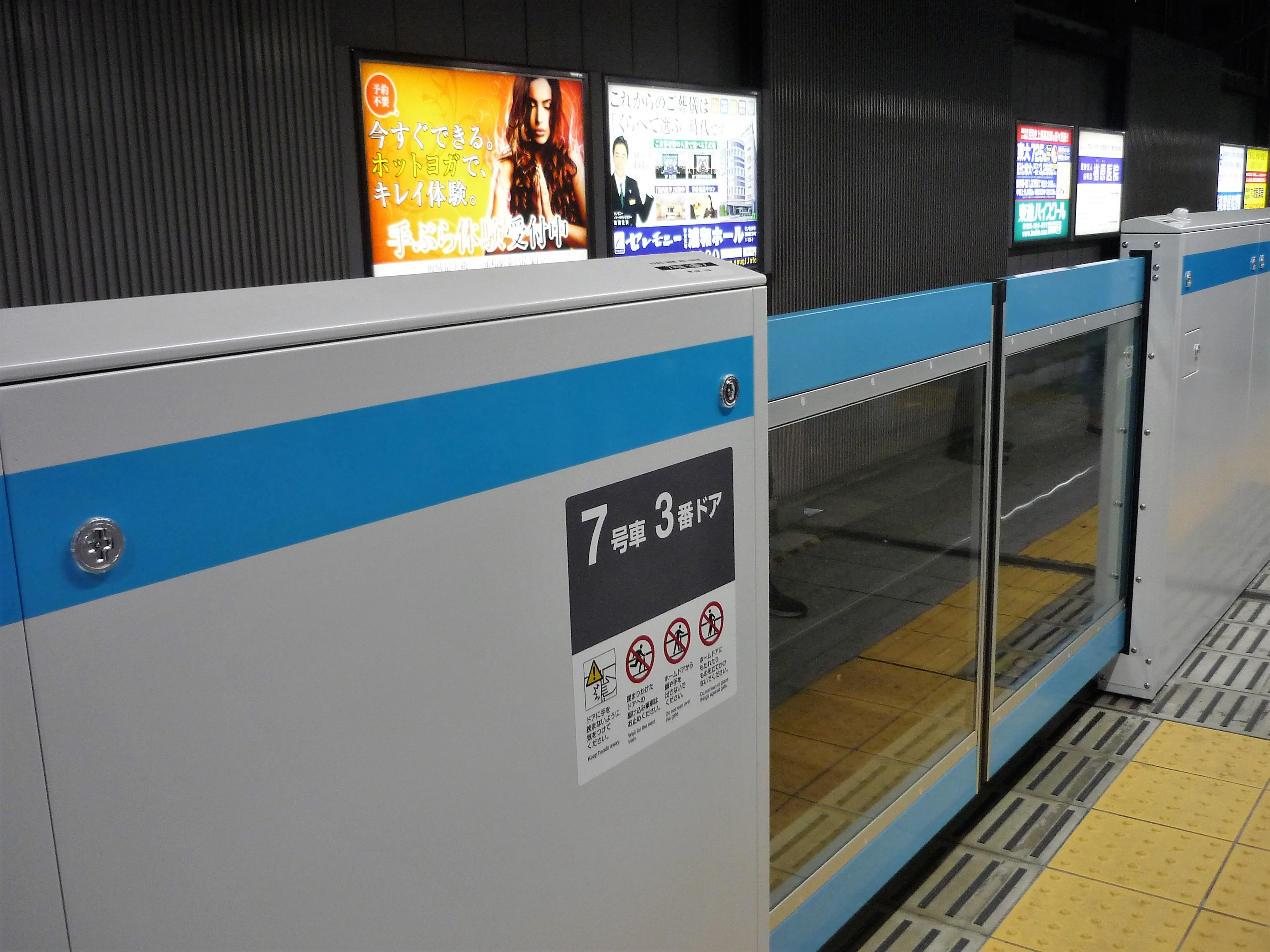
京浜東北線タイプ

顧客は主にJR東日本と関連会社（東京臨海高速鉄道・東京モノレールなど）である。それ以外の事業者でもJREM製の機器の採用例がある。また、バスの運賃箱などのIC部分はICカードがSuicaやその互換・類似規格である場合運賃箱のメーカーにかかわらずJREM製のIC関連機器を搭載していることが多い。同様にタクシー用のクレジット端末に外付け接続するタイプのIC関連機器にも、端末のメーカーに関わらずJREM製がある。
なお、駅に作業員を派遣して行う出改札機器の保守業務は直轄ではほとんど行わず、メーカー系、JR系のサービス会社に委託している。主なサービス会社を下に記す。
- JR東日本メカトロサービス（JREMの100%子会社）
- 高見沢サービス（メーカー系）
- 東芝自動機器システムサービス（メーカー系）
- 日信電子サービス（メーカー系）
- オムロンフィールドエンジニアリング（メーカー系）
- グローリー（メーカー系）

過去に保守を担当していた会社
- 東北交通機械（JR系）
  - 2012年4月のグループ会社再編により出改札機器を含む駅設備等の保守業務を当社に統合。同社が担当していたエリアの出改札機器保守業務は直轄で実施している。
- 東日本トランスポーテック（旧・日本交通機械）
  - JR東日本の東京・横浜支社管内において券売機関係のメンテナンスを受託。2002年3月をもってジェイアール東日本メカトロサービスおよび東芝ソシアルテクノス（現・東芝自動機器システムサービス）に業務移管し撤退。
  - 2012年4月のグループ会社再編により駅設備等の保守業務を当社に統合。

上記2社は2012年4月以降、鉄道車両・車両基地設備専門の会社としてそれぞれ業務を行っていたが2015年4月に合併し、JR東日本テクノロジーとなった。
- 神電エンジニアリング（メーカー系）
  - 神鋼電機系列。現・シンフォニア エンジニアリング。

かねてからICカード乗車券（現在のSuica）システムの開発をJR東日本と共同で進め、2001年のSuicaサービス開始当初からジェイアール東日本情報システムと協調してシステムの運用を担っているほか、Suica電子マネー全般の運用や端末機を取扱店へリースする事業や、モバイルSuicaの開発を行うなど、Suicaの発展を担ってきた企業である。

### 出改札機器以外
2012年3月30日からJR東日本山手線各駅で開始した公衆無線LANサービスのAPの設置・運用・管理を実施している。
2012年4月より交通機械グループ3社の機械設備部門が移管されたため、3社で担当していた機械設備（ホームドア、昇降機、消融雪装置等）部門に係わる事業も取り扱うことになった。同社ではこれら設備の保守管理業務や設置・撤去等の工事業務をJRより受注している。今後は出改札機器同様、これらの設備もJREMブランドとして開発・製造から携わる方向としている。

## 製品
- 自動改札機・自動券売機・自動精算機・窓口処理機・データ集計機などの駅務機器
- バスの運賃箱・整理券発行機用のIC設備
- Suica等交通系電子マネーの端末機
- グリーン車Suicaシステム
- モバイルSuica
- Suica等交通系ICのリーダライター、ICカード
  - マルス端末は鉄道情報システム、ビューカードの基幹システム・ビューアルッテ関係はJR東日本情報システムによるもので、JREMの製品には含まれない。

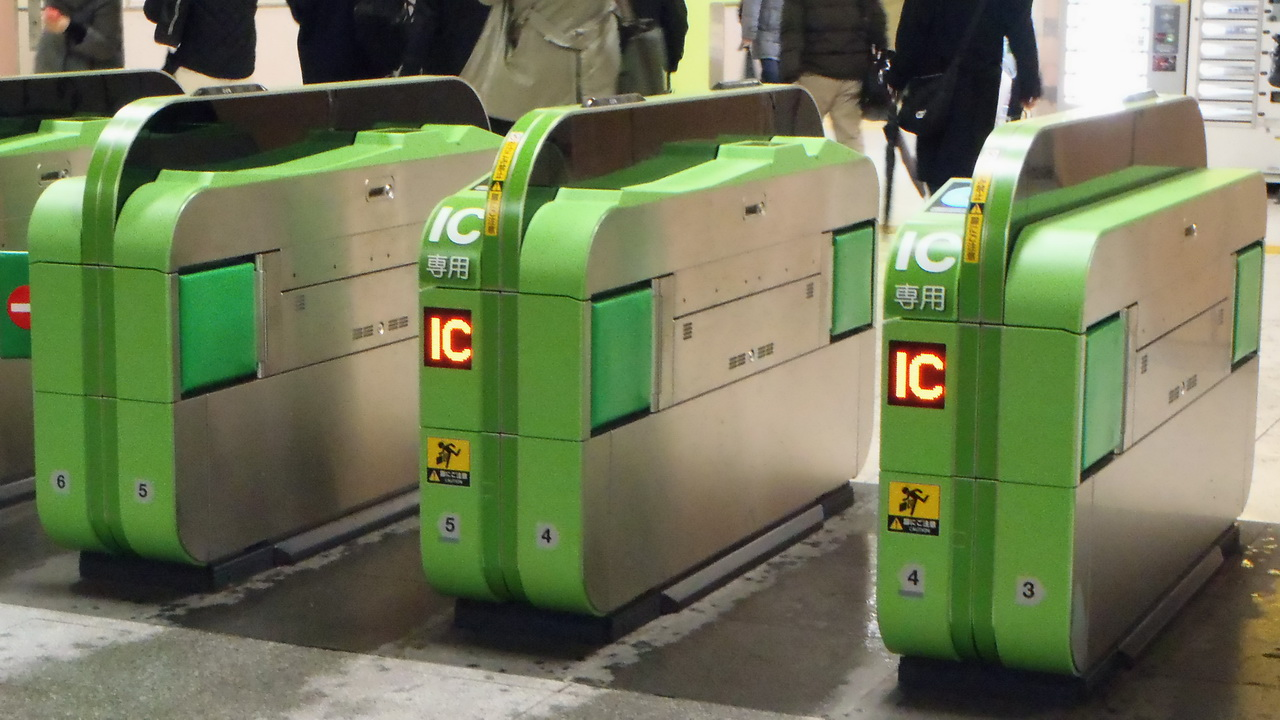
EG20型改札機（ICカード専用）
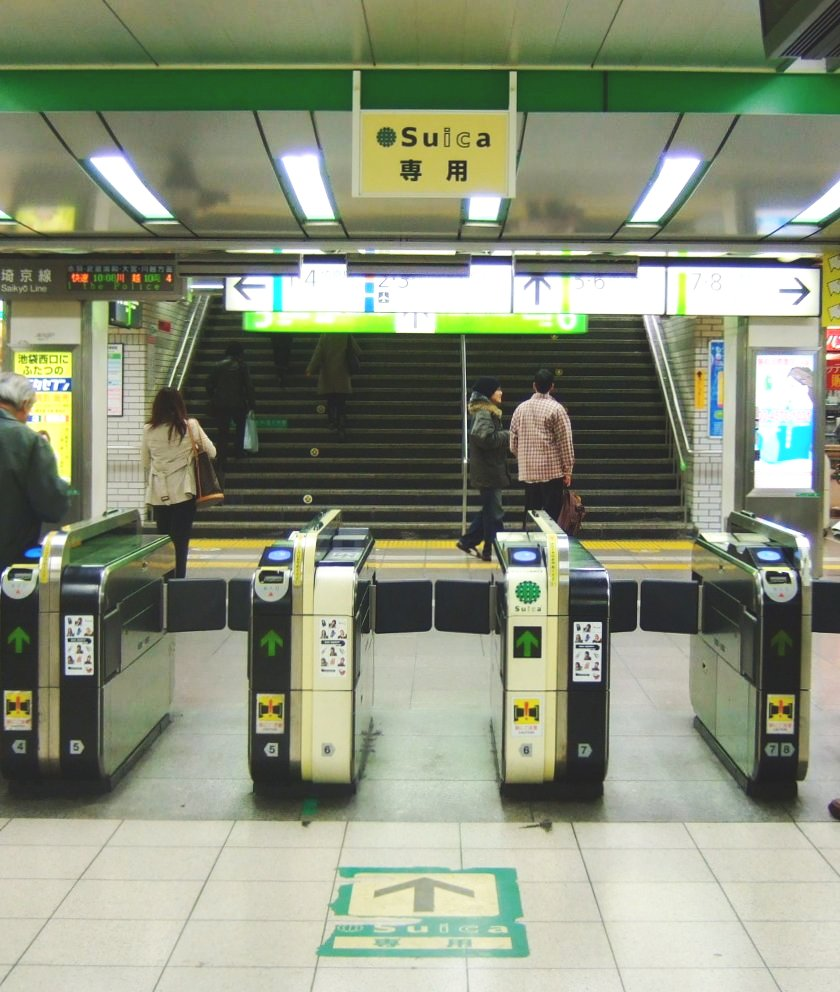
EG2型改札機（中央はICカード専用）
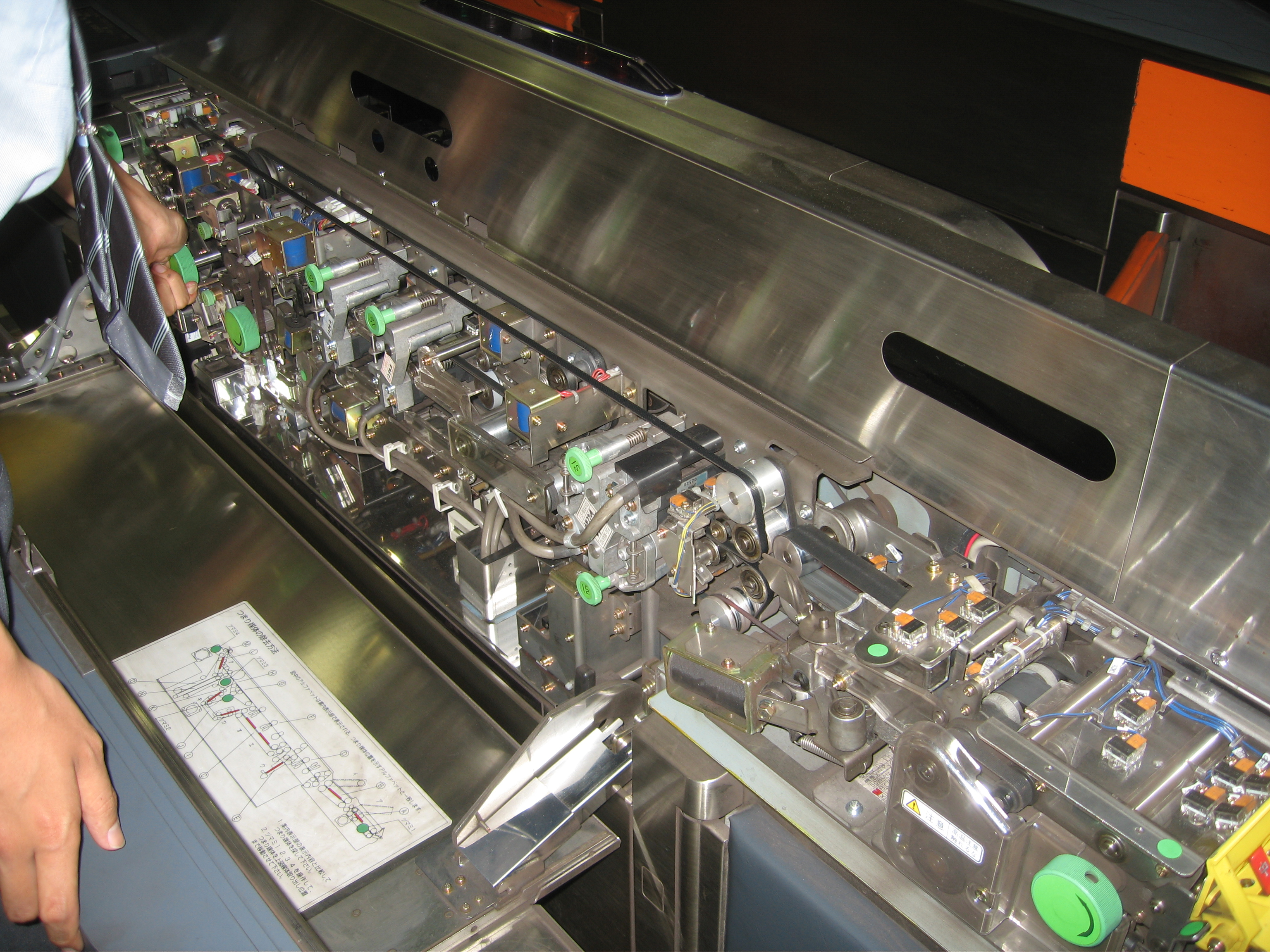
EG2型改札機の内部
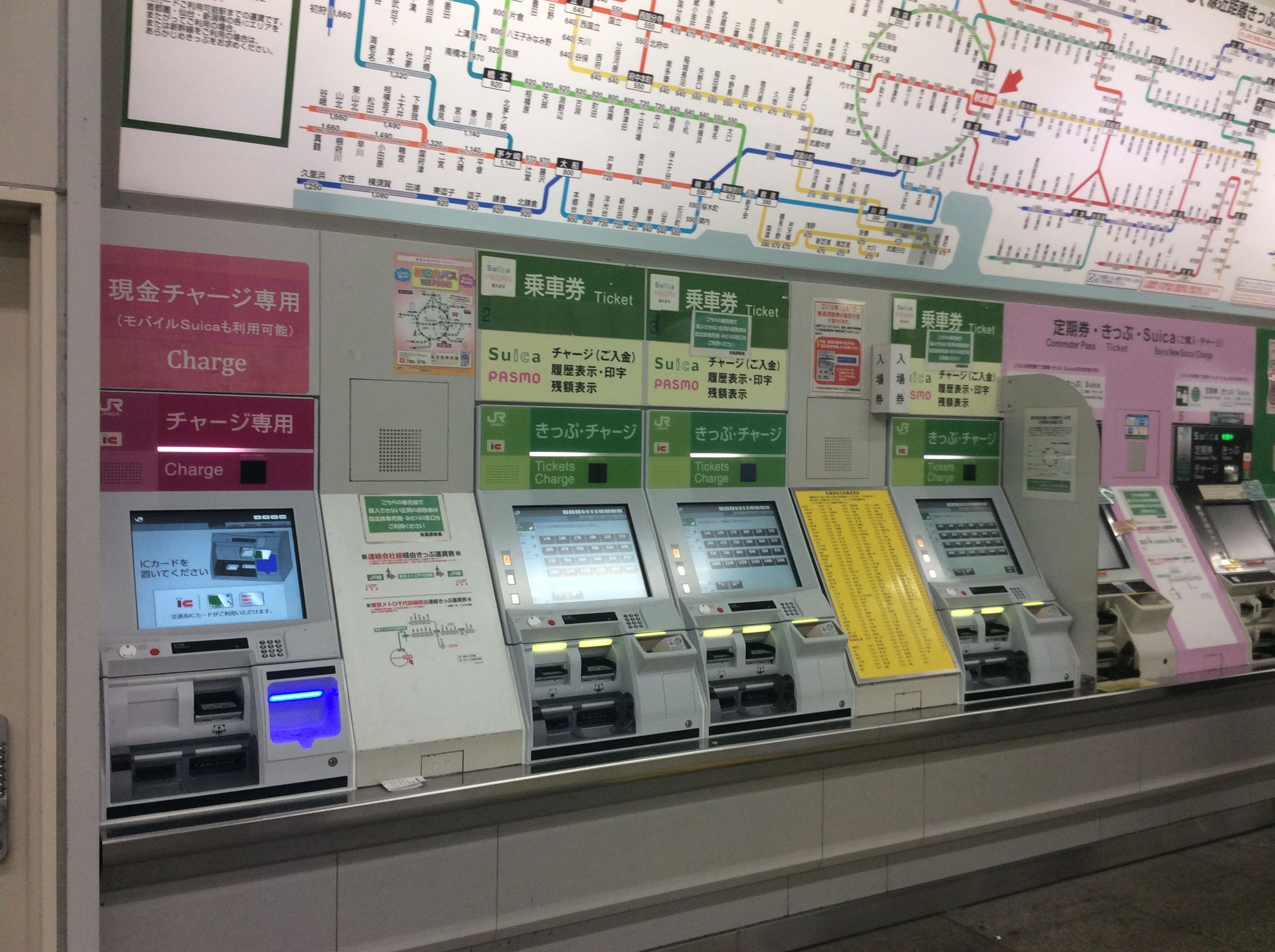
自動券売機
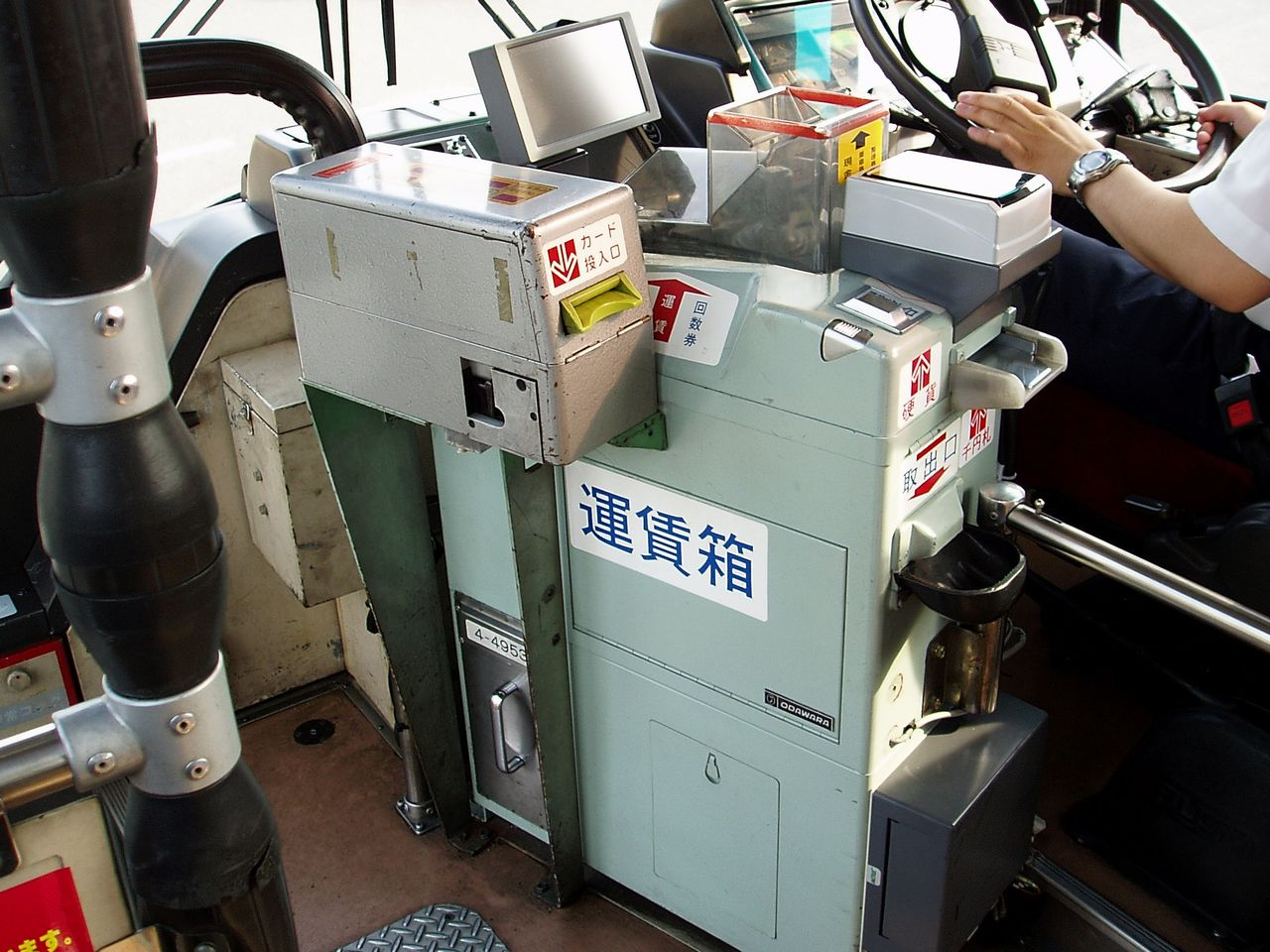
JREM製IC処理部を持つレシップ製カードリーダーを設置した小田原機器製運賃箱
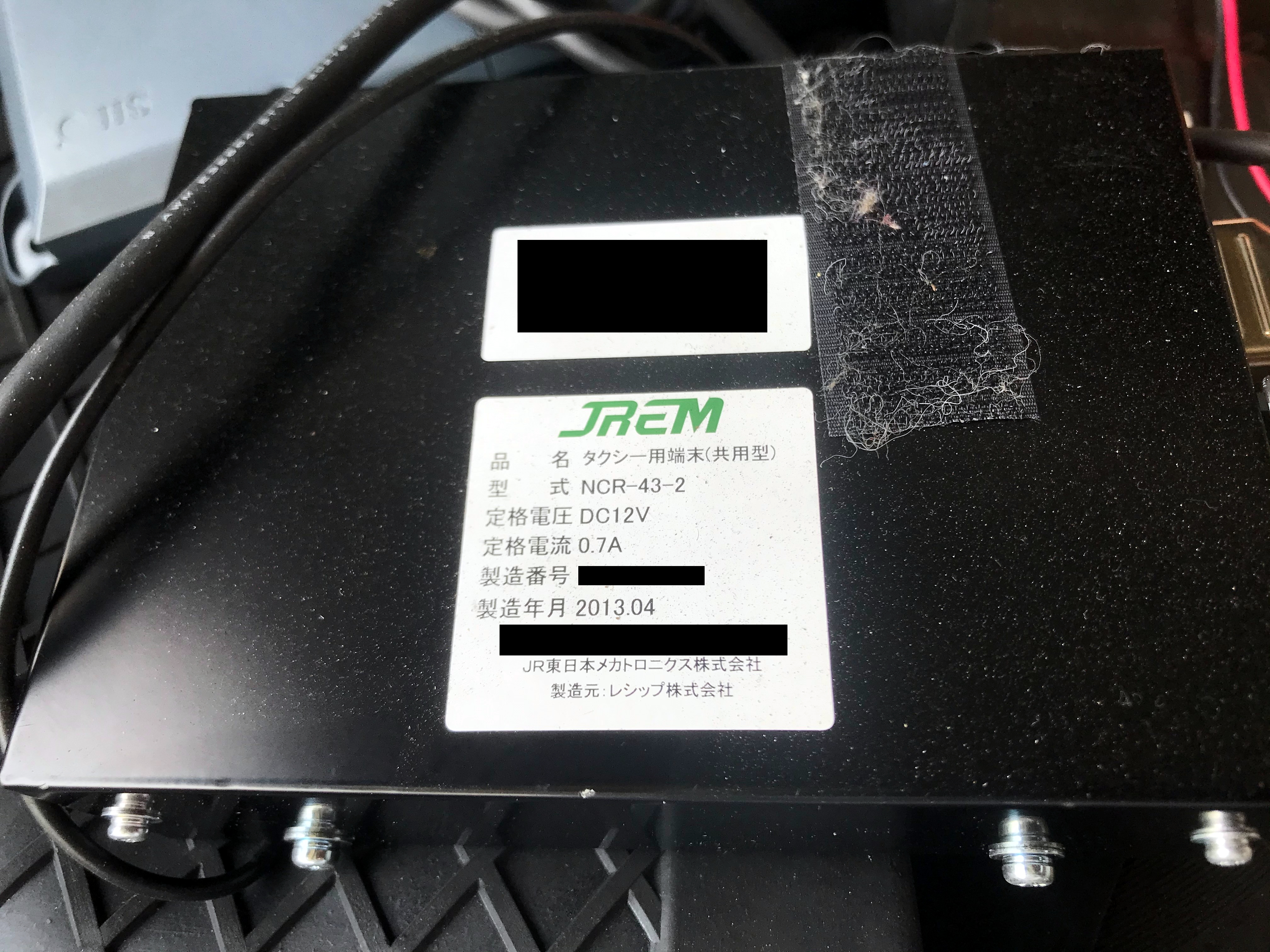
JREM・レシップ製のタクシー用端末